# Breidenbach (Németország)
Breidenbach település Németországban, Hessen tartományban. Lakosainak száma 6778 fő (2023. december 31.).

## Népesség
A település népességének változása:
| Lakosok száma | 6809 | 6711 | 6711 | 6802 | 6778 |
|               | 2017 | 2019 | 2021 | 2022 | 2023 |